# Umkirch
Umkirch es un municipio en el distrito de Brisgovia-Alta Selva Negra en Baden-Wurtemberg, Alemania.

## Geografía
Umkirch está ubicado aproximadamente 8 km al oeste de Friburgo. Comprende también el territorio del desaparecido pueblo Dachswangen. 
De este pueblo queda sólo una granja con un molino. En el sitio del molino estaba el castillo desaparecido de Dachswangen.

## Puntos de interés
- El Castillo de Büningen[12] que desde 2005 alberga el nuevo Ayuntamiento de Umkirch.
- El Castillo de Hohenzollern,[13] un castillo[14] en propiedad privada.
- El Parque Reina Augusta Victoria,[15] un monumento natural[16] en propiedad privada, donde Augusta Victoria de Hohenzollern-Sigmaringen, esposa del último rey de Portugal Manuel II, construyó en 1934 un pequeño palacio en el estilo de una casa de campo inglesa al sur del castillo en una parte del recinto que llamó Parque Fulwell recordando su estancia en Inglaterra.